# Lecteria pallipes
Lecteria pallipes är en tvåvingeart som först beskrevs av Alexander 1920.  Lecteria pallipes ingår i släktet Lecteria och familjen småharkrankar. Inga underarter finns listade i Catalogue of Life.